# 大西洋洋中脊

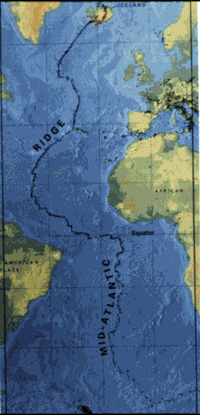
蒙美國地質調查局提供

大西洋洋中脊在一億八千萬年以前盤古大陸的破開中位於正中。

大西洋洋中脊（又稱中大西洋帶；英文：Mid-Atlantic Ridge）是一個大部分地區位於海底的山脈，橫跨大西洋及北冰洋。大西洋洋中脊由北緯87度（距離北極333公里）伸延至南緯54度的布韋島。大西洋中脊的最高點突出海面，形成海島。大西洋洋中脊為全球中洋脊系統的一部分，其形成方式亦被認為與其他洋中脊相同，即在分離板塊邊緣把板塊分開。北大西洋有北美洲板塊及歐亞大陸板塊互相分離，在南大西洋則有南美洲板塊及非洲板塊互相分離。由於它們的分離作用仍然持續，所以大西洋洋中脊在每年都以5至10公分的速度向東西方向成長。

## 發現
- 1850年，在大西洋下有山脊的推論首先由馬修·方丹·莫里提出。
- 1872年，大西洋洋中脊在挑戰者號科學考察期間被發現。查爾斯·懷韋爾·湯姆生帶領一班科學家上船在研究未來跨大西洋電報電纜的位置時，發現大西洋中央的海底高度有大幅的升高。[1]
- 1925年，聲納證明了此山脊的存在。[2]
- 1950年，布魯斯·查爾斯·希森（英语：Bruce Charles Heezen）、威廉·莫里斯·尤因（英语：William Maurice Ewing）、瑪麗·薩普及眾人合力製作的全球海底地圖。地圖揭示出大西洋中央的山脊有著奇怪山谷與山脊的水深測繪，[3]中央山谷的地震活動活躍，同時亦是很多地震的震央（epicentre）。[4][5]尤因及希森發現此山脊是一個40000公里長的全球連貫的洋中脊系統的一部分。[6]此全球山脊系統的發現引致海底擴張學說及普遍認同由阿爾弗雷德·魏格納提出的大陸漂移學說。

## 鄰近山脊與海溝
在大西洋洋中脊伸延至南端的布韋島後，大西洋洋中脊轉向向東，穿越克羅澤群島至西南印度洋脊。向西則連接斯科舍山脊。
大西洋洋中脊以赤度附近的羅曼什海溝為界，分為北大西洋洋中脊及南大西洋洋中脊。羅曼什海溝為一狹窄的海溝，亦是大西洋其中一處最深的地方，有7758米深。
鄰近南大西洋中洋脊附近的南桑威奇群島並不屬於中洋脊的一部分。在南桑威奇群島附近有著南大西洋最深的海溝——南桑威奇海溝。

## 大西洋洋中脊上的島嶼
下列島嶼依北至南，與其最高峰及位置：
北半球（北大西洋洋中脊）:
1. 揚馬延島（貝倫火山），2277米，71°06′0″N 08°12′0″W / 71.10000°N 8.20000°W
2. 冰島（瓦特納冰原的華納達爾斯火山），2109.6米，64°01′0″N 16°41′0″W / 64.01667°N 16.68333°W
3. 亞速爾群島（皮庫島上的皮庫火山），2351米，38°28′0″N 28°24′0″W / 38.46667°N 28.40000°W
4. 百慕達（主島的市鎮山（Town Hill）），76米，32°18′0″N 64°47′0″W / 32.30000°N 64.78333°W(百慕達在山脊上形成，但現在則位於山脊西面）
5. 圣佩德罗和圣保罗群岩（Saint Peter and Paul Rocks，西南岩），22.5米，00°55′08″N 29°20′35″W / 0.91889°N 29.34306°W

南半球（南大西洋洋中脊）:
1. 阿森松島（綠山山頂，Green Mountain），859米，07°59′0″S 14°25′0″W / 7.98333°S 14.41667°W
2. 特里斯坦-達庫尼亞群島（瑪莉女王峰），2062米，37°05′0″S 12°17′0″W / 37.08333°S 12.28333°W
3. 果夫島（Gough Island，愛丁堡峰（英语：Edinburgh Peak）），909米，40°20′0″S 10°00′0″W / 40.33333°S 10.00000°W
4. 布韦岛（Olavtoppen），780米，54°24′0″S 03°21′0″W / 54.40000°S 3.35000°W

## 地質
大西洋洋中脊的山脈位於分離板塊的邊緣。因為岩漿由地幔上升，在分離板塊邊緣的板塊便被分開。岩漿的熱力令裂縫兩邊的地殼膨脹，所以便形成山脈。
大西洋洋中脊在中大西洋高地的最上方，而中大西洋高地則沿著全大西洋在持續膨脹。膨脹的成因是軟流圈的向上對流力把海洋地殼及岩石圈分離。
大西洋洋中脊的分離板塊邊緣最初由三疊紀開始形成，當時一連串的三向聯結構造的地塹在盤古大陸產生而形成山脊。普遍來說三個地塹中的兩個形成分離板塊邊緣，不能形成的地塹被稱為拗拉谷，而大西洋洋中脊的拗拉谷漸漸成為很多美洲及非洲的大河谷（包括密西西比河、亞馬遜河、尼日爾河）。
山脊約在海面下2,500米，山脊兩側則更深5,000米。
2007年，海洋學家們探索被形容為大型及前所未見的"地殼的傷痕"的地方，在那處地球的地幔岩石露出地面。而那地方正位於特內里費島及巴巴多斯附近的山脊。